# Невидайло Микола Гаврилович
Невидайло Микола Гаврилович (15 травня 1923, с. Боровківка — 4 червня 2012) — письменник, лауреат двох літературних премій: імені Олеся Гончара та імені Валер'яна Підмогильного.

## Життєпис
Член Національної спілки письменників України. Учасник ОУН, Багатолітній політв'язень ГУЛАГу, учасник Норильського повстання в'язнів.
Закінчив Харківський інститут інженерів транспорту. Учасник війни. Нагороджений медалями та орденами «Вітчизняної війни» ІІ ступеня (1985), «За мужність» ІІІ ступеня (1999), «За заслуги» ІІІ ступеня (2009).
Помер у місті Дніпро Дніпропетровської області. Його ім'ям в 2023 році у Дніпрі названо вулицю та провулок.

## Книги
- «Приносини часів смутенних»
- «Динозаври»
- «Жага волі»
- «Україна від прадавніх літ до сучасності. Нариси з історії»
- «Людина людині - вовк»